# Le Fil
Le Fil (trad. O Fio) é um filme de drama com temática LGBT escrito dirigido por Mehdi Ben Attia, ganhador do Prêmio de Público no Festival Internacional de Cinema LGBT de São Francisco.